# Ophthalamia
Ophthalamia — шведская дум/блэк-метал-группа, основанная в Стокгольме в 1989 году.

## История
Ophthalamia была основана в 1989 году вокалистом All и гитаристом IT, которые также принимали участие в музыкальных группах Abruptum и Vondur. Группа назвала себя Ophthalamia в честь фантастического мира, созданного IT. Он создал и дал название географическим объектам, населяющим мир существам и языку для офталамцев. Богиня этого мира — женщина-демон по имени Элишия. Почти все песни, написанные группой, так или иначе связаны с этим миром фантазий, вплоть до их последнего альбома, вдохновлённого Макбетом.
Первоначально вокалом занимался All, но его заменил Shadow (Йон Нёдтвейдт) в A Journey In Darkness. Shadow, в свою очередь, был заменён Legion на альбоме Via Dolorosa. Legion покинул группу ради Marduk в 1995 году, и его снова заменил All. Винтер играл на барабанах на первых двух альбомах, но ушёл сразу после записи Via Dolorosa. Его заменил Bone. Гитариста Mourning заменил бывший басист Night, который взял гитару для альбома Via Dolorosa и теперь является вторым гитаристом. Мист заменил его на басу. Акса (Александра Балог), которая участвовала в качестве сессионной пианистки, также написала последний трек для альбома Dissection Storm of the Light’s Bane.

## Состав
- IT (Tony Särkkä) — гитара, вокал
- Night (Emil Nödtveidt) — гитара
- Bone (Ole Öhman) — ударные, перкуссия
- All (Jim Berger) — ведущий вокал
- Mist (Mikael Schelin) — бас-гитара

## Дискография
Студийные альбомы
- 1994 — A Journey in Darkness
- 1995 — Via Dolorosa[3][4]
- 1998 — A Long Journey[5] (перезаписанная версия A Journey in Darkness)
- 1998 — Dominion[6][7][8]

Сборники
- 1997 — To Elishia[9]
- 2019 — II Elishia II